# Suxxess
Suxxess är en svensk-dansk långfilm från 2002 i regi av Peter Schildt, med Peter Engman, Cilla Thorell, Göran Ragnerstam och Mikaela Ramel i rollerna.

## Handling
Ett litet företag byter ledning och det innebär stora förändringar.

## Om filmen
Filmen spelades in den 9 juli - 30 augusti 2001. Den hade festivalpremiär den 14 september 2002 och biopremiär den 11 oktober 2002. Filmen är tillåten från 7 år.

## Rollista
- Peter Engman - Daniel
- Cilla Thorell - Carla
- Göran Ragnerstam - Robert
- Mikaela Ramel - Annika
- Iwar Wiklander - Gunnar
- Stina Ekblad - Susanne
- Lennart Jähkel - James
- Per Svensson - Bo
- Carina Boberg - syster Vera
- Kristian Lima de Faria - Sebastian
- Gerd Hegnell - Lena
- Bodil Mårtensson - Marianne
- Eric Ericson - Erik
- Katarina Cohen - Jessica
- Christopher Wollter - en ung man
- Sverrir Gudnason - budet
- Gun Arvidsson - Roberts mor
- Sven Wollter - Sigvard
- Julia Dufvenius - Fanny
- Martin Brandt
- Carl Reinhold Bråkenhielm
- Per Engström
- Christian Forsman
- Torbjörn Heidergren
- Peter Schildt
- Erik Sellberg
- Morten Werner
- Claes Wollter

## Utmärkelser
- 2003 - Guldbagge - Bästa manliga biroll, Göran Ragnerstam